# アンノボン共和国
アンノボン共和国（República de Annobón、2022年7月8日 - ）は、赤道ギニアのアンノボン島に存在する未承認国家。
2024年5月10日より代表なき国家民族機構（UNPO）の加盟組織となっている。

## 歴史

### 植民地時代
1471年1月にポルトガル人によって発見され、当初は無人であったものの奴隷貿易の中継地点として用いられ、1474年には植民地化された。
1778年、ポルトガルはブラジル統治の承認の代わりに、赤道ギニアを含むポルトガルのアフリカ植民地はスペインに移管（エル・バルド条約）され、スペイン領ギニアが成立した。
1963年には自治政府が成立し、1968年にはスペインから独立した赤道ギニアの一部となった。

### 独立運動
1970年代に島内ではコレラが流行したが政府は治療を講じず、アンノボン島を隔離したため、島民には分離主義を唱える者が出始めた。さらに1988年には英国企業と赤道ギニア政府の間で放射性廃棄物をアンノボン島に投棄する契約が締結され、他の企業とも同様の契約が結ばれるなど政府の不信感が増した。
また1993年に発生したとされる飢饉では、政府が人道支援を行っていた外国人を追放したことにより、島民が反乱を起こし知事の邸宅を襲撃した。
2021年には独立運動が激化し、数度にわたり開催された島民の総会では自治権を要求する決議を政府に提出した。
2022年7月8日には、決議に対する政府の応答がなかったため、アンノボン共和国として独立を宣言した。

## 政府

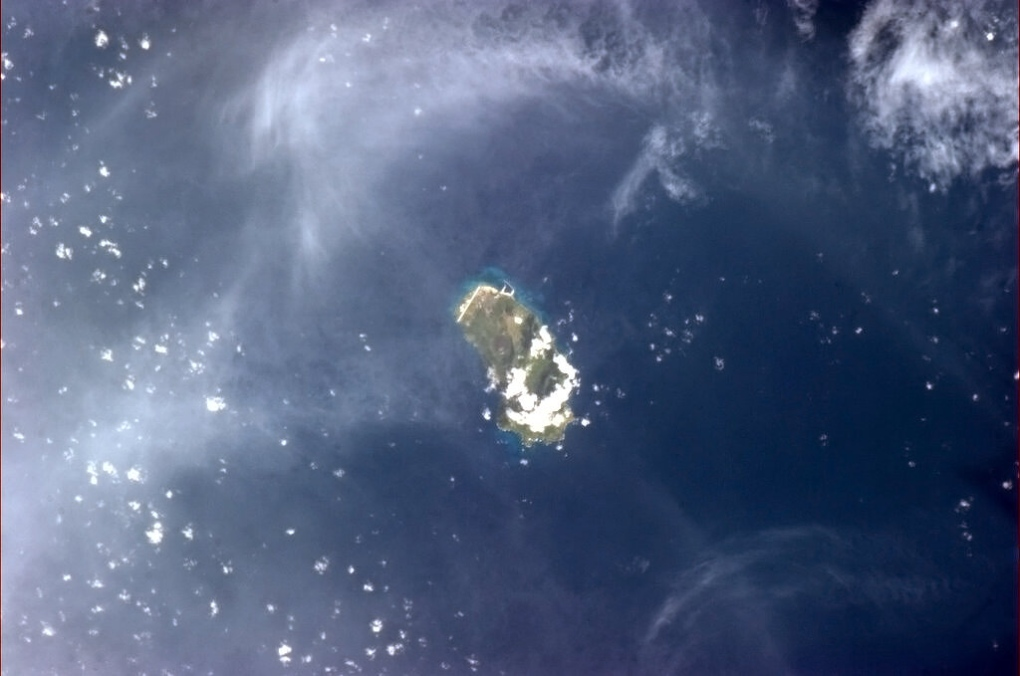
上空から見たアンノボン島。2013年撮影。

アンノボン共和国の主要な役職は以下のとおりである。
- 大統領：Pa Nando Palas Bahê
- 首相：Orlando Cartagena Lagar[4]
- 外務大臣：Reginaldo Piño Huesca
- 経済大臣：Nemesia Cachina Zamora
- 情報大臣：Gaudencio Isabel Vilá

## 地理

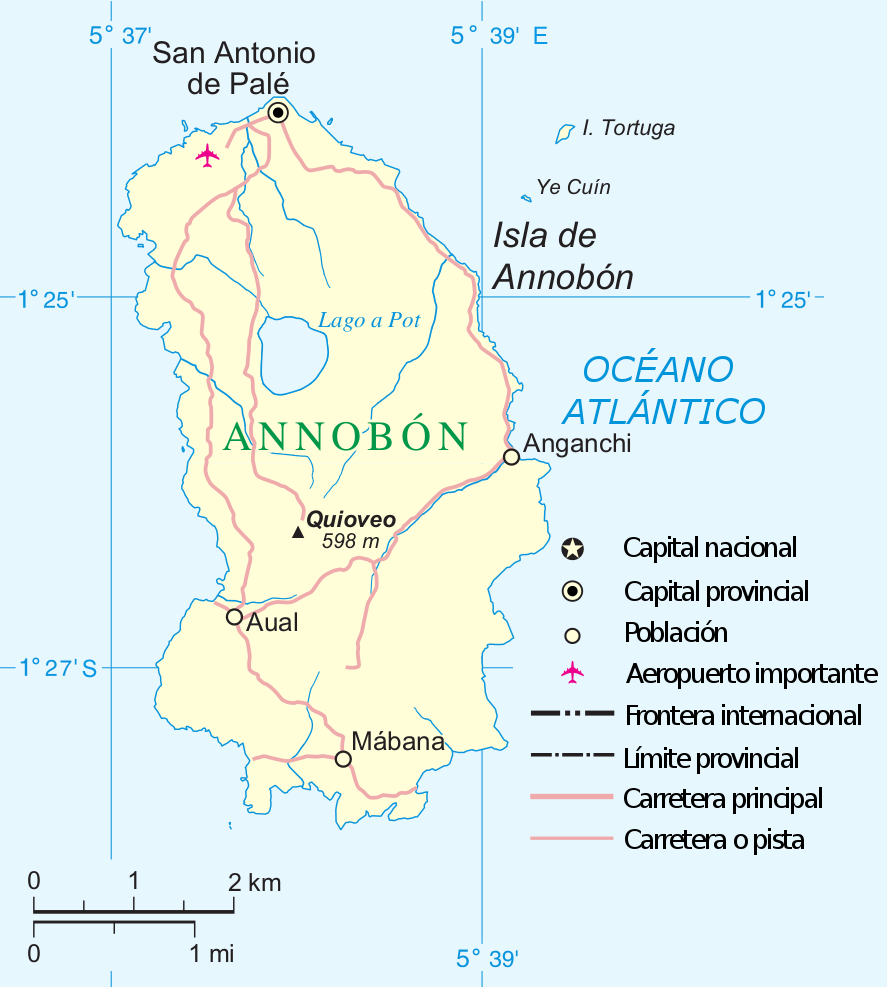
アンノボン島の主要都市。

ギニア湾内に位置し、面積18平方キロメートルの火山島であるアンノボン島が領土であると主張している。

## 文化
アンゴラ人とポルトガル人の混血であるメスチーソが多く、スペイン人も少数ながら居住する。赤道ギニアの第一公用語であるスペイン語も話されるが、最も話者数の多いのはバントゥー語群、およびそれとポルトガル語とのクレオールであるアンノボン語である。

## 行政区画
- サンアントニオ・デ・パレ
- Mabana
- Awal
- Anganchi

## 産業
漁業や農業といった第一次産業が主であり、カカオ、ココナッツ、たばこが栽培されている。